# فاني فيرن
فاني فيرن (بالإنجليزية: Fanny Fern)‏، ولدت باسم سارة ويليس (9 يوليو 1811 – 10 أكتوبر 1872)، كانت روائية أمريكية وكاتبة قصص أطفال، وكوميدية، وكاتبة أعمدة صحفية في الخمسينيات من القرن التاسع عشر حتى سبعينيات القرن التاسع عشر. تُعزى شعبية فيرن إلى أسلوبها في المحادثة وإحساسها بما يهم قرائها النساء من الطبقة المتوسطة في الغالب. بحلول عام 1855، كانت فيرن كاتبة العمود الأعلى أجرًا في الولايات المتحدة، حيث كانت تحصل على 100 دولار في الأسبوع لعمودها في نيويورك ليدجر. باعت مجموعة من أعمدتها المنشورة عام 1853 المقدرة بنحو 70 ألف نسخة في عامها الأول. أصبح عملها الأكثر شهرة، السيرة الذاتية الخيالية روث هول (1854)، موضوعًا شائعًا بين باحثي الأدب النسوي.

## سيرتها الذاتية

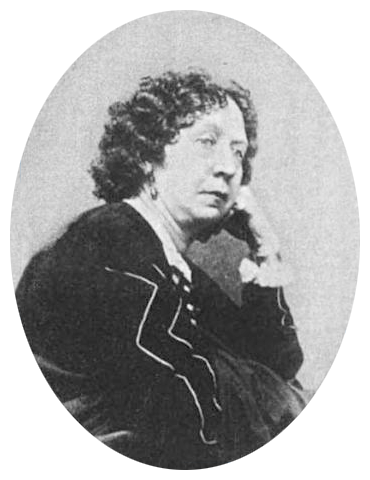
صورة لفاني فيرن

### حياتها المبكرة
ولدت سارة بايسون ويليس في بورتلاند، مين، لمالك صحيفة يدعى ناثانيل ويليس وهانا باركر. كان ترتيبها الخامسة من بين تسعة أطفال. أصبح شقيقها الأكبر ناثانيل باركر ويليس صحفيًا بارزًا ومالك مجلة. أصبح شقيقها الأصغر ريتشارد ستورس ويليس موسيقيًا وصحفيًا موسيقيًا، معروفًا بكتابته لحن «بدأ في منتصف الليل الصافي». إخوتها الآخرين هم لوسي دوغلاس (مواليد 1804)، ولويزا هاريس (1807)، وجوليا دين (1809)، وماري بيري (1813)، وإدوارد بايسون (1816)، وإلين هولمز ويليس (1821).
بالاستلهام من الكاهن إدوارد بايسون، الكنيسة الأبرشانية الثانية في بورتلاند، كان والدها ينوي تسمية طفله الخامس على اسم الكاهن. وعندما كان المولود فتاة أراد تسميتها على اسم والدة بايسون غراتا بايسون. طلب الكاهن من عائلة ويليس إعادة النظر في الاسم لأن والدته لم يعجبها الاسم على الإطلاق. ووفقًا لهذا الطلب أطلقت عليها عائلتها اسم سارة.
تغير اسم عائلتها كثيرًا خلال حياتها، عبر ثلاثة عقود زواج واتخذت في النهاية اسمًا مستعارًا لها وهو «فاني فيرن». اختارت هذا الاسم لأنه يذكرها بذكريات الطفولة عندما كانت والدتها تقطف السراخس. شعرت أن اسمها هذا يلائمها أكثر واستخدمتها في حياتها الشخصية، في النهاية دعاها معظم أصدقاءها وعائلتها بـ «فاني».
التحقت ويليس بمدرسة كاثرين بيتشر الداخلية في هارتفورد، كونيتيكت. وصفتها بيتشر في وقت لاحق بأنها كانت واحدة من «أسوأ الفتيات سلوكًا» (وأضافت أنها كانت أيضًا «المفضلة لها.») هنا، حصدت الفتاة أول نجاح أدبي لها عندما نشرت مؤلفاتها في الصحيفة المحلية. ارتادت أيضًا مدرسة سوجوس النسائية. بعد عودتها إلى المنزل، كتبت ويليس وحررت مقالات لصحف والدها المسيحية، بورتيان ريكوردر، وذا يوث كومبانيون.

### زواجها الأول ومسيرتها المهنية
في 1837، تزوجت تشارلز هارينجتون إلدريدج، وهو مصرفي وكان لهما ثلاثة فتيات ماري ستاس (1838)، وجريس هارينجتون (1841) وإلين ويليس (1844). توفيت والدتها واختها الصغرى إلين في بداية عام 1844. في عام 1845 توفيت ابنتها الكبرى ماري بسبب التهاب السحايا. بعد ذلك بفترة وجيزة توفي زوجها بسبب حمى التيفوئيد.
تُركت ويليس فقيرة. وبمساعدة  تلقتها إما من والدها أو من أصهرتها وليس من شقيقها إن بي ويليس – ناضلت لتتمكن من رعاية ابنتيها الناجيتين. أقنعها والدها بأن تتزوج مرة أخرى.

## روابط خارجية
- فاني فيرن على موقع الموسوعة البريطانية (الإنجليزية)